# Gerda Christian
Gerda Daranowski-Christian (Berlín, Alemania; 13 de diciembre de 1915 – Düsseldorf, Alemania; 14 de abril de 1997) fue una de las secretarias personales del líder alemán Adolf Hitler antes y durante la Segunda Guerra Mundial.
Gerda Christian nació como Gerda Daranowski, estudió mecanografía, trabajó en Elizabeth Arden, Inc. y se incorporó al equipo de secretarias de la cancillería en 1937 para apoyar las labores de Johanna Wolf y Christa Schroeder. Gerda Christian fue considerada una de las secretarias más agraciadas y empáticas del grupo de secretarias y se casó con el chofer personal de Hitler, Erich Kempka, para luego divorciarse en 1943 y casarse con Eckhard Christian, un oficial de la Luftwaffe, con quien tuvo posteriormente 5 hijos. Hitler la llamaba Dara.
En 1943, durante un periodo de ausencia por descanso después de su boda, fue reemplazada por Traudl Junge, la última secretaria de Hitler. 
Gerda Christian fue una de las personas que permaneció en el Führerbunker hasta el 1 de mayo de 1945, después de la muerte de Hitler, permaneciendo junto a Traudl Junge y Else Krüger, Otto Günsche, Johann Rattenhuber y Werner Naumann, quien sería su gran amigo en la vejez.
Gerda se divorció de Eckhard Christian en 1946 debido a que él no se quedó con ella en el Führerbunker hasta después de la muerte de Hitler.
Gerda Murió en Düsseldorf en 1997 a los 83 años de edad, víctima de cáncer.